# Трёльч, Антон
Антон фон Трёльч (нем. Anton Friedrich Freiherr von Tröltsch; 3 апреля 1829, Швабах — 9 января 1890, Вюрцбург) — немецкий отолог, врач, профессор Вюрцбургского университета.

## Биография
Родился в Швабахе, Бавария. Учился в Мюнхенском университете, затем в Вюрцбургском университете. Образование продолжил в Берлине, познакомился с офтальмологом Альбрехтом фон Грефе, затем посещал в Праге клинику глазных болезней известного доктора Карла Арльта. В Англии Трёльч учился с Джозефом Тойнби и Уильямом Уайльдом. Впоследствии вернулся в Вюрцбург, где становится профессором. Среди известных его учеников Фридрих Бецольд (нем. Friedrich Bezold; 1842—1908) и Абрам Кун (нем. Abraham Kuhn; 1838—1900).

## Вклад учёного
- Лобный рефлектор — в 1861 году Антон Трёльч предложил крепление на лбу для вогнутого зеркала с отверстием в центре[1].
- Archiv für Ohrenheilkunde — специализированный журнал по отологии, разработан Антоном Трёльчем, Адамом Политцером, Германом Шварце[2].
- Пинцет Трёльча — ушной пинцет с перекрещивающимися браншами[3].

### Работы
- Die Untersuchung des Gehörorganes an der Leiche Virchow’s Archiv 3/1858 S.513
- Die Untersuchung des Gehörgangs und Trommelfells. Ihre Bedeutung. Kritik der bisherigen Untersuchungsmethoden und Angabe einer neuen. Deutsche Klinik Berlin 12/1860
- Die Anatomie des Ohrs in ihrer Anwendung auf die Praxis und die Krankheiten des Gehörorgans. Würzburg 1861
- Die Krankheiten des Ohres : ihre Erkenntniss und Behandlung; ein Lehrbuch der Ohrenheilkunde in Form akademischer Vorträge Würzburg 1862
- Anatomie de l’oreille appliquée à la pratique et à l'étude des maladies de l’organe auditif. Bruxelles: Tircher et Manceaux. 1863.
- The diseases of the ear, their diagnosis and treatment: a text-book of aural surgery in the form of academical lectures by Anton von Tröltsch; translated from the German and edited by D.B. St. John Roosa. New York: William Wood, 1864
- Lehrbuch der Ohrenheilkunde, mit Einschluss der Anatomie des Ohres. Würzburg: Stahel, 1867
- Lehrbuch der ohrenheilkunde, mit einschluss der anatomie des ohres. Würzburg: Stahel. 1868
- Treatise on the diseases of the ear: including the anatomy of the orga. New York: William Wood, 1869
- The surgical diseases of the ear. By Prof. von Tröltsch. The mechanism of the ossicles and the membrana tympani. By Prof. Helmholtz. London: The New Sydenham society. 1874.
- Lehrbuch der Ohrenheilkunde: mit Einschluss der Anatomie des Ohres. Leipzig: Verlag von F.C.W. Vogel, 1877
- Lehrbuch der Ohrenheilkunde: mit einschluss der anatomie des ohres. Leipzig: Verlag von F.C.W. Vogel, 1881
- Gesammelte Beiträge zur pathologischen Anatomie des Ohres und zur Geschichte der Ohrenheilkunde. Leipzig: Verlag F.C.W. Vogel, 1881
- Diseases of the ear in children. New York: William Wood, 1882.

## Названы именем Трёльча
- Передний и задний карманы Трёльча — углубления стенки барабанной полости между барабанной перепонкой и соответственно передней и задней молоточковыми складками[4].
- Anton-von-Tröltsch-Preis — награда в Германии за лучшие опубликованные работы в области оториноларингологии[5].